# Hypnoanästhesie
Als Hypnoanästhesie bezeichnet man das Einsetzen von Hypnosetechniken im Rahmen der klinischen und ambulanten Anästhesie.
Mit der Hypnoanästhesie werden Sinneswahrnehmungen während und nach der Operation so beeinflusst, dass diese anders verarbeitet werden. Schmerzen werden eventuell weniger gespürt bzw. stören nicht. Suggestionen von Erholung, Entspannung können in Träumen verarbeitet werden. Ängste vor der Narkose werden gegebenenfalls reduziert. Der Einsatz von Narkotika und somit auch deren Nebenwirkungen kann eventuell reduziert werden. Die Datenlage an klinischen Studien ist uneindeutig; Probleme sind kleine Fallzahlen, das Fehlen von Kontrollgruppen, Schwierigkeiten einer standardisierten Bewertung sowie die Unmöglichkeit einer Doppelblindstudie, da die Beteiligung des Patienten notwendig ist.
Derzeit ist die Technik der Hypnoanästhesie in Deutschland nicht Bestandteil der Facharztweiterbildung.